# Joe's Revenge
Joe's Revenge (titulado La venganza de Joe en Hispanoamérica y España) es el quinto episodio de la undécima temporada de la comedia de televisión animada Padre de familia. Fue estrenado el 18 de noviembre de 2012 por Fox en los Estados Unidos.

## Argumento
Mientras ven las noticias por el Canal 5 de Quahog, Peter, Joe y Quagmire escuchan que atraparon a Bobby "el camisas" Briggs después de 15 años prófugo. Admitiendo mentir acerca de como quedó paralítico en una pelea con el Grinch en la azotea de un orfanato (como se ve en "A Hero Sits Next Door"), Joe revela la verdad: después de ser descubierto en una infiltración encubierta de la operación contra un laboratorio de heroína, Joe fue baleado por Briggs en las piernas varias veces.
Una fiesta celebra en casa de Joe, para celebrar la justicia que se hizo encarcelando a briggs, Joe dice sentirse muy feliz y añade que por primera vez paso una noche sin estrangular dormido a Bonnie. Sin embargo, escuchan en la T.V que Briggs escapo de la custodia de la policía, durante una casa abierta. Joe está furioso y se dirige al Jefe de la Policía exigiendo ser colocado sobre el caso. Él es rechazado citando Joe "demasiado cercano al caso" y le asigna el trabajo a dos agentes de policía que no están cerca del caso. Al volver a The Drunken Clam, Joe expresa su lamento. Al ver la angustia de su amigo, el mismo Peter se ofrece como voluntario y Quagmire como respaldo en una misión para capturar Briggs. A pesar de sus dudas sobre el protocolo policial, Joe está de acuerdo con el plan y revela que él tiene toda una habitación en su casa llena de información sobre Briggs. Ellos deciden ir primero a Atlantic City, donde trabaja una estríper conocida por haber tenido una relación con Briggs.
Antes de marcharse Quagmire deja a Lois al cuidado de su gata Principessa (un persa de pura sangre)y las instrucciones muy estrictas sobre el cuidado de la misma.
En Atlantic City, el trío se encuentra antigua novia de Bobby en un club de estriptis. Cuando el interrogatorio directo de Joe falla, Quagmire menciona su capacidad para comunicarse con estríperes y extrae la dirección exacta de Briggs a través de una ósmosis sexual que él llama la "Vulcan V meld".
Mientras tanto, de vuelta en Quahog, Brian se pone celoso de la atención que la gata de Quagmire, Principessa, está recibiendo por parte de Lois. Cuando Chris Menciona que los gatos son mejores que los perros, Brian se lesiona tratando de demostrar que los perros también siempre caen de pie.
En Atlantic City, los tres localizan fácilmente el apartamento de Briggs, y Joe es capaz de hacer frente a Briggs, quien sin embargo se escapa después de lanzar una colcha en el rostro de Joe. Una persecución en la azotea se produce, lo que resulta en Joe poder caer desde varios pisos de altura en un edificio sin que se haga daño, esto, por aterrizar en sus pies. Sin embargo, Briggs es capaz de escapar escondiéndose detrás de un autobús. Joe, Quagmire y Peter son luego detenido por dos agentes de la policía por interferir en el caso. Joe se da cuenta de que los policías son corruptos y han estado involucrados en ocultar a Briggs. Quagmire se las arregla para liberarse de las esposas que utilizan y los tres roban el coche de policía. Peter revela que ha estado guardando (para un libro de recuerdos de viaje) un número de teléfono que recogió en el apartamento de Briggs. Joe reconoce el código de área que es de Ciudad Juárez México y se dirigen hacia El Paso, Texas para intentar capturarlo.
De vuelta en Quahog, donde Principessa es vista manoseando a los pechos de una Lois dormida. Brian intenta sustituir sutilmente sus propias patas por las de la gata, pero despierta Lois. Brian le golpea con una lámpara y se va maldiciendo a la gata.
Al llegar a la frontera, Joe, Peter y Quagmire esperan en el calor ardiente hasta que se dan cuenta de que pueden pasar días hasta que llegue Briggs, ya que es de suponer que viajan en coche. Después de pasar algún tiempo en la casa de Pershing de El Paso, el trío verifica el tráfico hasta que llega Briggs. Joe le persigue, entonces Briggs salta en el río, y es finalmente capaz de atrapar a Briggs y lo apunta con una pistola. Le dispara a Briggs en las piernas después de un discurso sobre las consecuencias de ser paralítico. Él sólo tiene la intención de paralizar Briggs por venganza, pero Briggs sangra a la muerte a través de la arteria femoral. Quagmire luego tranquilamente patea el cadáver de Briggs al río para que lo llevara a México. Joe, Peter y Quagmire regresan a Quahog y Joe da las gracias a los dos por arriesgar su vida por él. Peter y Quagmire después se da cuenta la sangre que gotea de la pierna del pantalón de Joe, y el  responde que él "lo golpeó una pelota en el río".